# Timothy Beaumont, Baron Beaumont of Whitley

Wappen des Barons Beaumont of Whitley

Timothy Beaumont, Baron Beaumont of Whitley (* 22. November 1928; † 9. April 2008 in London) war anglikanischer Geistlicher und britischer Politiker. Er war zuletzt als erstes Mitglied der Green Party of England and Wales Mitglied des britischen Oberhauses (House of Lords).

## Leben
Timothy Beaumont wuchs in einem politisch geprägten Elternhaus auf, sowohl sein Vater Michael Beaumont für den Wahlkreis Aylesbury als Vertreter der Conservative Party als auch seine Großväter, Hubert Beaumont als Vertreter der Radikalen Partei für den Wahlkreis Eastbourne, Wentworth Beaumont, 1. Baron Allendale als Vertreter der Liberal Party für die Wahlkreise South Northumberside und später Tyneside sowie Joseph Albert Pease, 1. Baron Gainford als Vertreter der Liberal Party für die Wahlkreise Tyneside, Saffron Walden und zuletzt Rotherham, waren bereits als Angehörige verschiedener Parteien Mitglieder des Parlaments. Seine Mutter Faith Pease starb früh.
Timothy Beaumont besuchte das Eton College und die Gordonstoun School. Am Christ Church College der Universität Oxford studierte er Agrarwissenschaften. Dort wurde er Mitglied der Studentenverbindung Bullingdon Club und gründete später die Verbindung Wagers Club. Nach dem Abschluss in Oxford wechselte er an das Priesterseminar Wescott House in Cambridge. Er wurde 1955 zum Diakon und 1956 zum Priester geweiht. 1955 heiratete er Mary Rose Wauchope, eine Cousine von Antony Armstrong-Jones, 1. Earl of Snowdon, aus der Ehe gingen zwei Söhne und zwei Töchter (Hubert, Alaric, Atalanta und Ariadne) hervor.
Er war als Anglikanischer Geistlicher von 1955 bis 1957 Assistenz Kaplan an der St. John’s Cathedral in Kowloon und anschließend bis 1959 Vikar an der Christ Church in Kowloon Tong. Da er zu jener Zeit eine bedeutende Erbschaft erhielt, entschloss er sich, nach Großbritannien zurückzukehren und lebte fortan in Mayfair und später in Hampstead. Währenddessen war er von 1960 bis 1963 ehrenamtlicher Kurator an der St Stephen’s Church in Rochester Row. Er vertrat in den Jahren von 1960 bis 1965 die Diözese London in der Generalsynode der Kirche von England. Während der Kirchenreform unterstützte er die Parish-and-People-Bewegung und gab zuerst die politische Wochenzeitschrift Time and Tide und später die die Kirchenreform unterstützende Zeitschrift Prism heraus, die später als New Christian erschien und dann mit American Christian Century vereinigt wurde. Da er seine Einstellung und Lebensweise nicht mehr mit seinen Aufgaben als Priester vereinbaren konnte, trat er 1973 aus dem geistlichen Orden aus .
1984 revidierte er seine Entscheidung und wurde verantwortlicher Geistlicher von St Philip and All Saints with St Luke in Kew in der anglikanischen Diözese von Southwark. Seinen Ruhestand verbrachte er ab 1991 in Clapham.
Er starb nach langer Krankheit im St Thomas’ Hospital in London und hinterließ seine Frau, die beiden Töchter und einen Sohn.

## Karriere
Nach einer wesentlichen Spende an die Liberal Party wurde er in den Jahren 1962 und 1963 deren ehrenamtlicher Schatzmeister. 1967 wurde er für die Liberalen als Baron Beaumont of Whitley of Child’s Hill in Greater London Life Peer, also Abgeordneter des britischen Oberhauses. Er war von 1967 bis 1968 Vorsitzender der Liberal Party und von 1969 bis 1970 deren Geschäftsführer. Im Parlament war er bis 1986 Sprecher der Liberalen für Erziehung und Bildung. Er war Sprecher der Liberalen im Europarat und von 1978 bis 1980 Koordinator der britischen Umweltschutzorganisation Green Alliance. Im Zuge der Zusammenlegung der Liberal Party mit den Sozialdemokraten (SDP) im Jahr 1988 wurde er Mitglied der Liberal Democrats, wechselte jedoch wegen der Unterstützung des Freihandels durch die Liberal Democrats im Jahr 1999 zur Green Party of England and Wales und wurde deren Sprecher für landwirtschaftliche Fragen.
Im Mai 2006 schlug er ein Gesetz „zum Schutz der Öffentlichkeit vor Störungen durch laute Musik“ vor.
Er unterstützte die Organisation der Grünen, einen Parteisprecher (Principal Speaker) statt eines Parteivorsitzen zu haben. Er formulierte es ungefähr so, dass er in 60 Jahren Politik nur einen guten Parteivorsitzenden erlebt habe.

## Weitere Leistungen
Beaumont förderte die britische Lobbygruppe Press for Change, die für die Gleichberechtigung von Transgender Personen eintritt. Er war von 1969 bis 1971 Vorsitzender des Albany Trust sowie von 1971 bis 1973 Vorsitzender des Institute of Research into Mental and Multiple Handicap, von 1973 bis 1979 Präsident der British Federation of Film Societies und Mitglied der Leitung der Bewegung Church Action against Poverty. 1980 war er Vorsitzender der Organisation Exit, später Voluntary Euthanasia Society bzw. Dignity in Dying, die sich für einen selbstbestimmten Tod einsetzt.
Er veröffentlichte The Selective Ego als gekürzte Ausgabe der 1976 erschienenen Tagebücher von James Agate, darüber hinaus 1972 das Liberal Cookbook. Von 1976 bis 1980 hatte er eine Kolumne über Lebensmittel in der Illustrated London News. 1997 wurde sein Werk The End of the Yellowbrick Road veröffentlicht.